# Tecnología durante la Primera Guerra Mundial

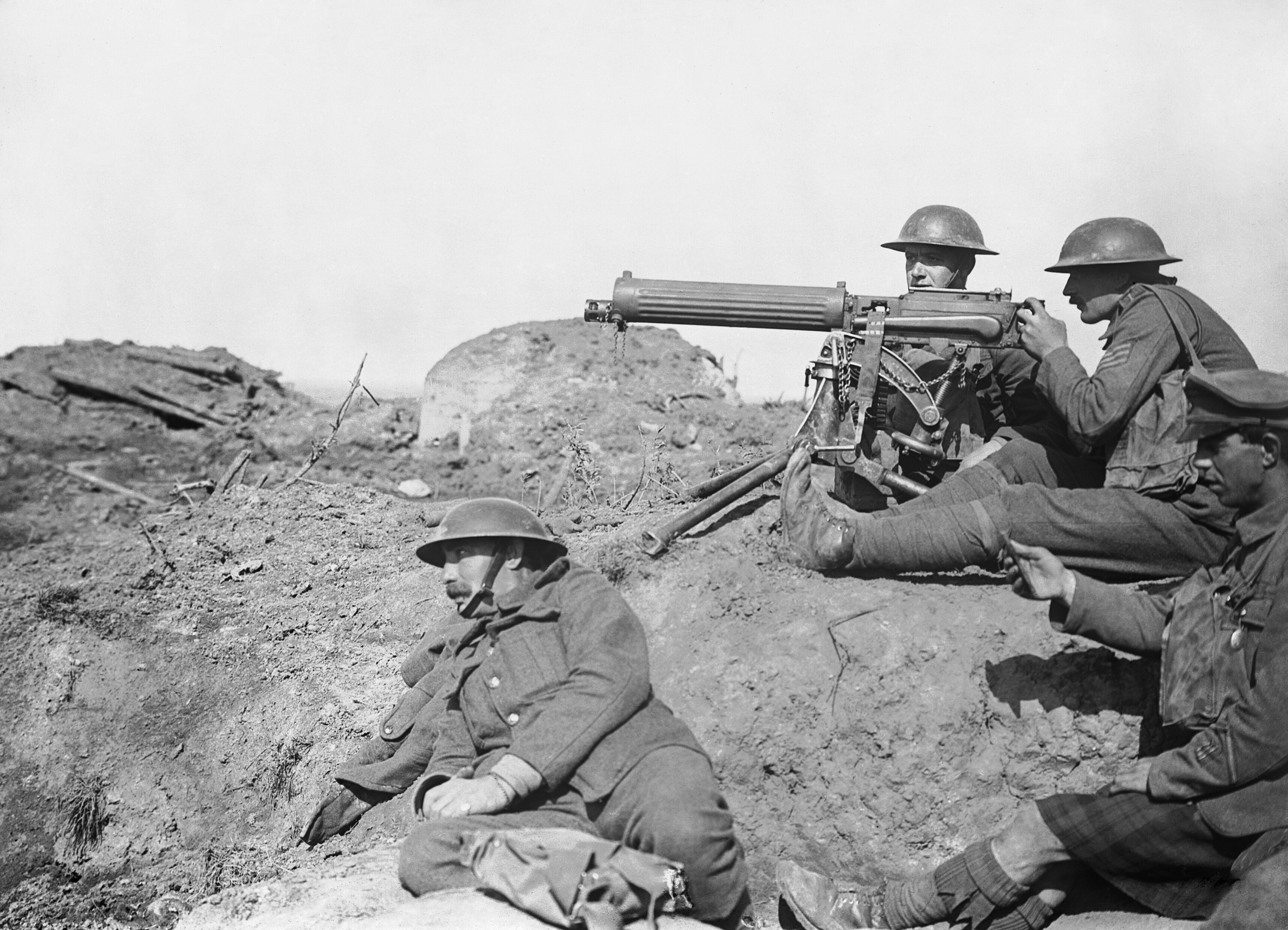
La ametralladora apareció como arma decisiva durante la Primera Guerra Mundial. En la imagen: británicos usando la ametralladora Vickers durante la Batalla de Passchendaele (septiembre de 1917).

La tecnología durante la Primera Guerra Mundial (1914-1918) mostró una tendencia hacia el industrialismo, la aplicación de métodos de producción en masa a las armas y a la tecnología bélica en general. Esta tendencia antes de la Primera Guerra Mundial, durante la Guerra de Secesión (1861-1865), continuó a través de muchos conflictos, en los que soldados y estrategas probaron nuevas armas.

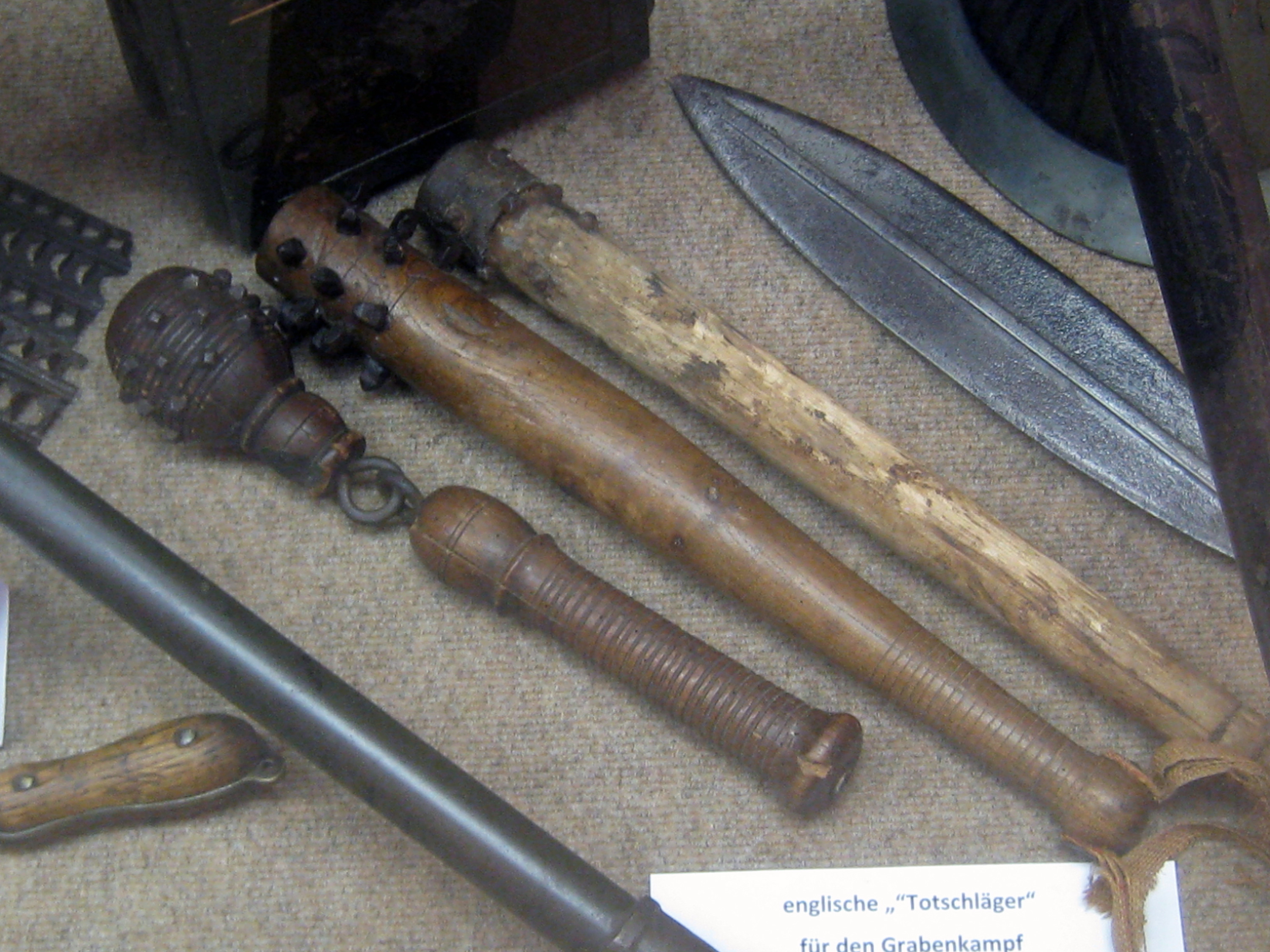
Armas improvisadas británicas en Fort Reuenthal.

Las armas de la Primera Guerra Mundial consistían en tipos estandarizados y mejorados a lo largo del período precedente, junto con algunos recientemente desarrollados usando tecnología innovadora y un número considerable de armas improvisadas usadas en la guerra de trincheras. La tecnología militar del momento incluía importantes innovaciones en granadas, gas venenoso y artillería, junto con armas esencialmente nuevas como el submarino, el avión de combate y el tanque.
Se podría definir a los primeros años de la guerra como el choque entre la tecnología del siglo xx con la ciencia militar del siglo xix, creando batallas en vano y con enormes bajas en ambos lados. En tierra, sólo en el último año de la guerra los ejércitos lograron dar pasos efectivos para revolucionar asuntos de mando y control, y tácticas para adaptar al campo de batalla moderno, comenzando a aprovechar la inmensidad de nuevas tecnologías para propósitos militares efectivos. Las reorganizaciones tácticas (como cambiar el foco de orden de la compañía —de más de cien hombres— al pelotón —más de diez—) fueron de la mano con los coches blindados, las primeras ametralladoras y los rifles automáticos que podrían ser llevados y usados por un solo soldado.

## Guerra de trincheras

Imagen de una trinchera cerca de Ovillers-la-Boisselle durante la batalla de Somme en julio de 1916.

Las nuevas industrias metalúrgica y química crearon una nueva potencia de fuego que simplificó la defensa antes de que los nuevos enfoques de ataque evolucionaran. El uso de rifles de infantería, cañones y ametralladoras hizo muy difícil o casi imposibles cruzar tierra defendida. La granada de mano, utilizada en su forma primitiva y poco segura por mucho tiempo, fue desarrollada rápidamente como una ayuda para atacar trincheras. Probablemente lo más importante fue la introducción del obús de alto poder explosivo, que aumentó notablemente la letalidad de la artillería respecto a los equivalentes del siglo xix.
La guerra de trincheras condujo al desarrollo del fortín, un blocao pequeño y fortificado que podía usarse para abrir fuego de ametralladora. Podían situarse de un lado a otro del campo de batalla con campos de tiro entrelazados.
Como era tan difícil atacar a un enemigo atrincherado, la guerra de túneles se convirtió en uno de los principales esfuerzos. Una vez que las posiciones enemigas habían sido socavadas, se plantaban y detonaban enormes cantidades de explosivos como parte de la preparación para una carga terrestre. Los dispositivos de escucha que podían detectar los sonidos de la excavación eran un método de defensa crucial contra estas incursiones subterráneas. Los británicos recurrieron con frecuencia a estas tácticas, gracias a la habilidad de sus «zapadores» y la sofisticación de sus dispositivos.

### Ropa
Los ejércitos británico y alemán ya habían cambiado de la casaca roja (1902) y el azul de Prusia (1910) para uniformes de campo, con un menos llamativo caqui o gris de campaña (Feldgrau). Adolphe Messimy, Joseph Gallieni y otros dirigentes franceses habían propuesto un cambio siguiendo su ejemplo, pero el ejército francés marchó a la guerra en sus tradicionales pantalones rojos, y sólo empezó recibir los nuevos «azul horizonte» en 1915. 
Un tipo de gabardina de los oficiales británicos, introducida mucho antes de la guerra, obtuvo fama como el trench coat ('abrigo de trinchera').
Los ejércitos principales entraron a la guerra con gorras de tela o cascos de cuero; pero se apresuraron a desarrollar nuevos cascos de acero, en diseños que se convirtieron en símbolo de sus respectivos países.

## Artillería

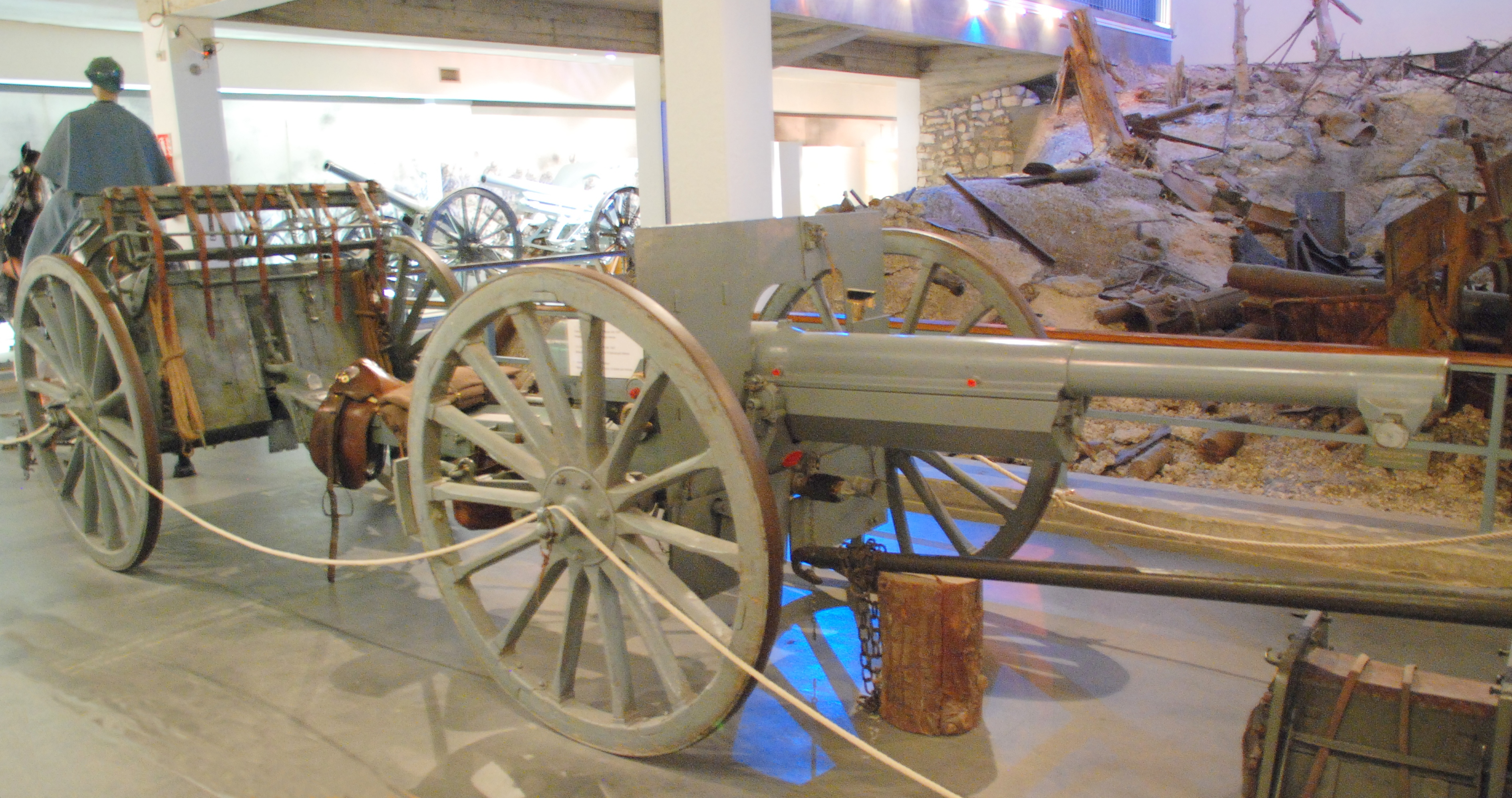
El Canon de 75 mm modèle 1897 francés proporcionó fuego rápido y preciso en una pequeña y ágil unidad, pero el Frente Occidental a menudo necesitaba mayor alcance.

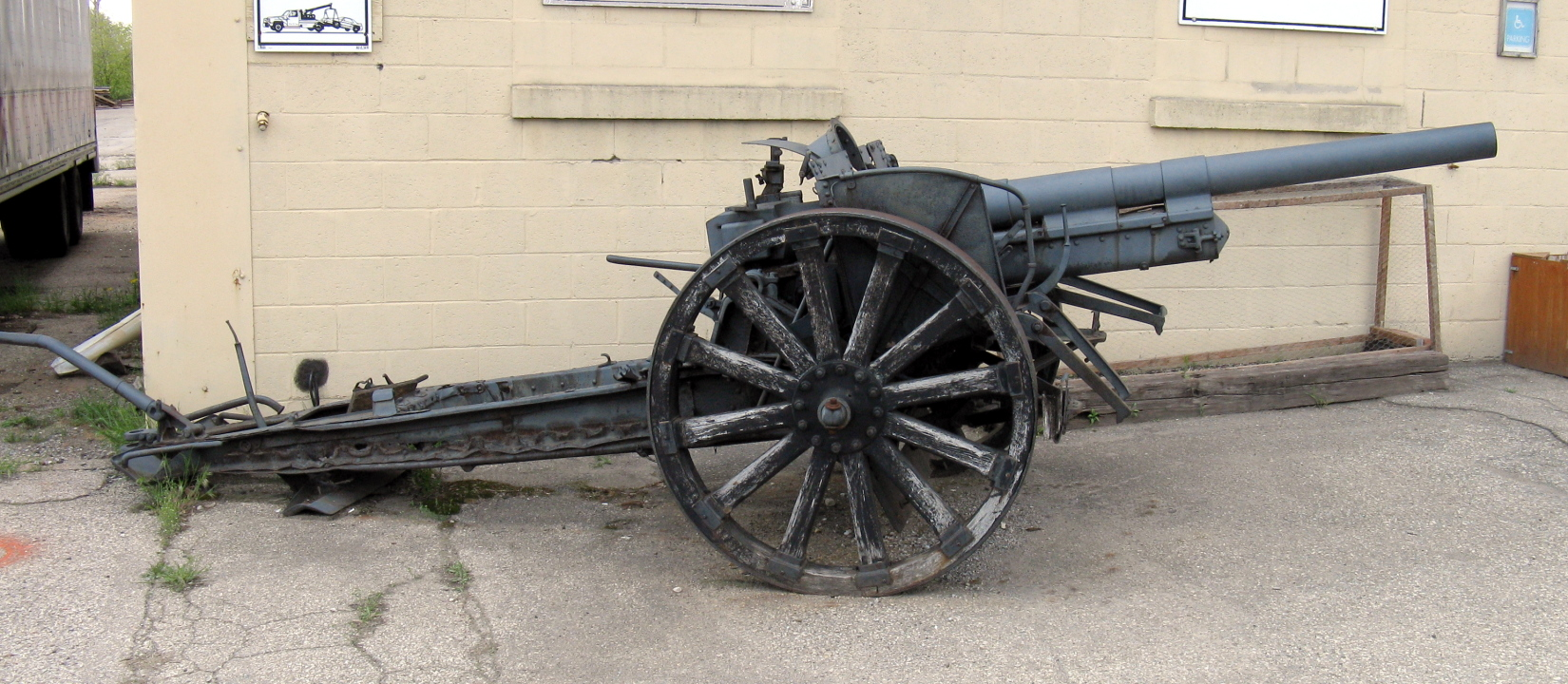
El 7,7 cm Feldkanone 16 alemán fue desarrollado durante la guerra porque un modelo anterior no tenía suficiente alcance.

En el siglo xix, Gran Bretaña y Francia explotaron los rápidos desarrollos técnicos en artillería para efectuar una guerra de movimientos. Tales armas funcionaran bien en las guerras coloniales de aquel siglo, y fueran de gran ayuda a Alemania en la guerra franco-prusiana; pero la guerra de trincheras se asemejaba más a un asedio, y requería artillería de asedio. El ejército alemán ya había previsto que la guerra europea podría requerir artillería más pesada, y por lo tanto tenía una gama de tamaños más apropiada. Las fundiciones respondieron a la situación con productos más pesados y menos piezas de alta movilidad. Alemania desarrolló los cañones de París, de gran tamaño y alcance. Sin embargo, la enorme velocidad de salida desgastaba el cañón tras unos cuantos disparos, requiriendo volver a la fábrica para reforzarlo; así, estas armas servían más para asustar y molestar a los civiles que para asesinarlos o devastar sus ciudades.
Al comienzo de la guerra, la artillería se situaba a menudo en la línea del frente para disparar sobre la infantería enemiga. Durante la guerra, se realizaron las siguientes mejoras:
- El primer «bombardeo en caja» de la historia fue realizado en la Batalla de Neuve Chapelle (1915); consistía en el uso de una cortina de tres o cuatro lados de fuego de obús para impedir el movimiento de la infantería enemiga.
- Se perfeccionó el bombardeo progresivo.
- La espoleta n.º 106 fue desarrollada específicamente para explotar en contacto con alambre de espino o el suelo, antes de enterrarse el proyectil en la tierra; era tan efectiva como una mina antipersona.
- Los primeros cañones antiaéreos.
- El fuego contra-batería indirecto, la localización por flash y la localización acústica de artillería.
- Factores como el clima, la temperatura del aire y el desgaste del cañón podían ser medidos con precisión por primera vez, y tomarse en cuenta para el fuego indirecto.
- Los observadores avanzados fueron usados para dirigir la artillería situada fuera de la línea de visión directa de los objetivos, y se desarrollaron sofisticados planes de comunicación y disparo.

La artillería de campaña entró en la guerra con la idea de que cada arma debería estar acompañada por cientos de proyectiles, y los ejércitos debían tener alrededor de mil para reabastecerse. Esto resultó ser absolutamente inadecuado cuando se hizo habitual que un cañón se asentara en un lugar y disparara cien proyectiles o más por día durante semanas o meses. Para hacer frente a la crisis de los proyectiles de 1915, las fábricas se reconvirtieron desde otros sectores para producir más munición. Se construyeron o ampliaron las líneas de ferrocarril al frente, surgiendo la cuestión del último kilómetro. Los caballos fueron la principal respuesta, y su alta tasa de mortalidad debilitó seriamente a las Potencias Centrales al final de la guerra. En muchos lugares ayudaron los ferrocarriles a las trincheras. Los nuevos camiones motorizados aún carecían de neumáticos, suspensión versátil y otras innovaciones que en décadas posteriores mejorarían su desempeño.
La mayoría de bajas infligidas durante la guerra fueron resultado del fuego de artillería.

## Gas tóxico

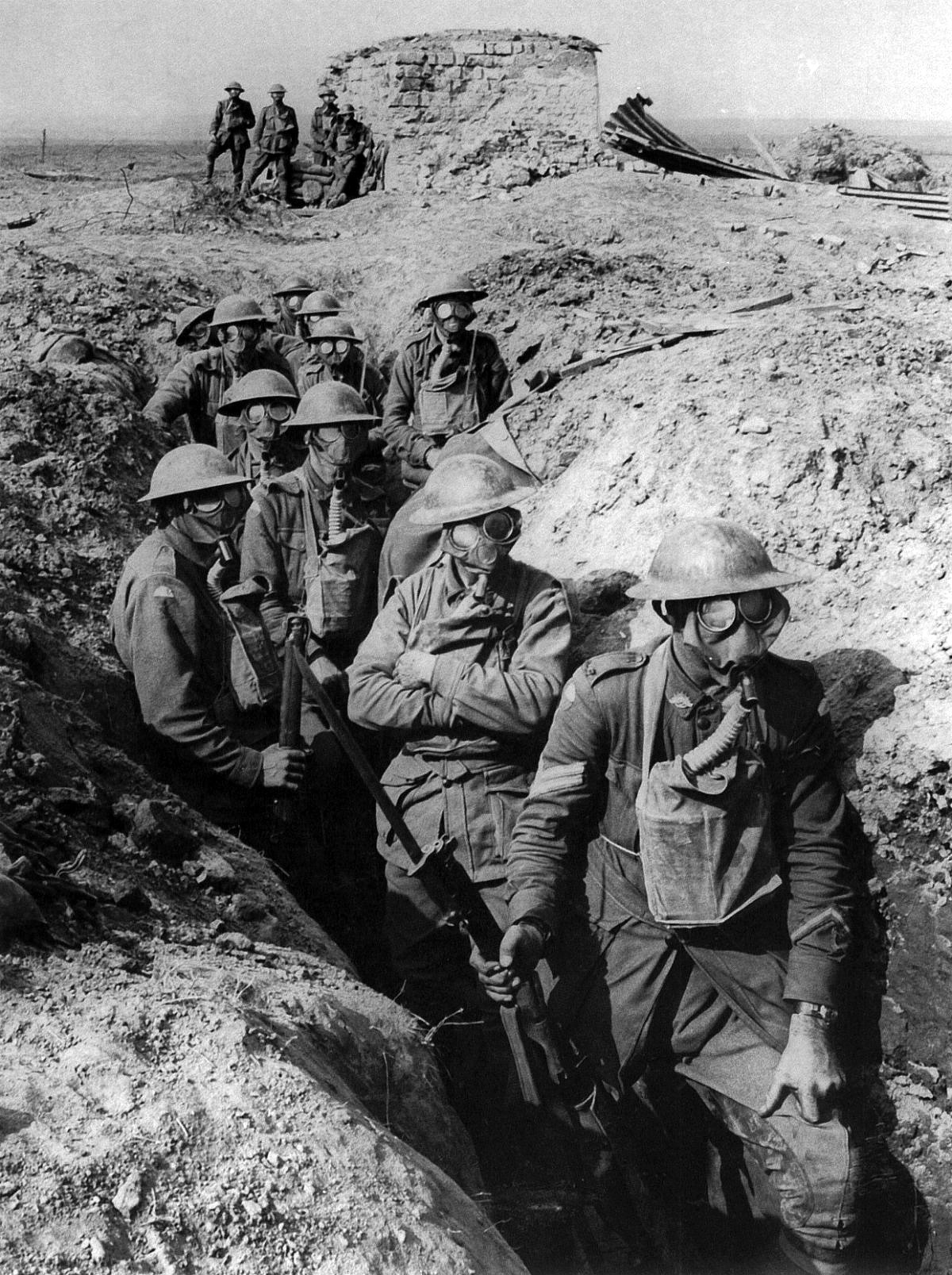
Infantería australiana con máscaras antigás, Ypres (1917).

Las armas químicas fueron usadas sistemáticamente por primera vez; entre ellas el fosgeno, el gas lacrimógeno y el mostaza.
Al inicio de la guerra, Alemania tenía la industria química más avanzada en el mundo, representando más del 80% de la producción global química y de tinte. A pesar de que el uso de gas venenoso había sido prohibido por las Conferencias de La Haya de 1899 y 1907, Alemania se centró en esta industria, en la que confiaba como una arma decisiva a fin de romper el punto muerto de la guerra de trincheras. El gas cloro fue usado por primera vez en el campo de batalla en abril de 1915, en la Segunda Batalla de Ypres. Desconocido, parecía ser una simple pantalla de humo usada para ocultar a los soldados atacantes, por lo que se ordenó a las tropas aliadas dirigirse a las trincheras delanteras para repeler el ataque. El gas tuvo un efecto devastador, muriendo muchos defensores o, al cambiar la dirección del viento, atacantes. Debido a esto se buscó una forma más segura de lanzar el gas; inicialmente se utilizaron proyectiles de artillería. Más tarde se utilizaron otros gases como el mostaza o el fosgeno. Gran Bretaña y Francia pronto hicieron lo mismo con sus propias armas.
Los primeros métodos defensivos contra el gas fueron improvisaciones, principalmente trapos empapados en agua u orina. Posteriormente, se desarrollaron máscaras antigás relativamente efectivas, reduciendo en gran parte la efectividad del gas como arma. Aunque a veces resultó en breves ventajas tácticas y probablemente causó más de un millón de bajas, el gas pareció no haber tenido un efecto significativo en el curso de la guerra.[cita requerida]
Las armas químicas eran fáciles de lograr y baratas. El gas era especialmente efectivo contra tropas en trincheras y búnkeres que les protegían de otras armas. Atacaban al sistema respiratorio de la víctima, y la idea de muerte por asfixia causó miedo en los soldados, afectándoles psicológicamente. Debido a este pánico por las armas químicas no fue poco común que un soldado se asustara y malinterpretara los síntomas del frío, atribuyéndolos a la acción de un gas venenoso.

## Mando y control

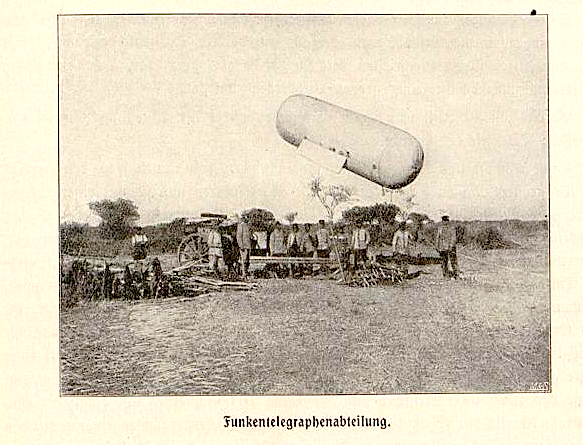
Estación de radio móvil en el África sudoccidental alemana, utilizando un globo de hidrógeno para levantar la antena

En los primeros días de la guerra, los generales intentaron dirigir los ejércitos desde cuarteles generales a muchos kilómetros del frente, con mensajes llevados una y otra vez por los de sedes muchas millas del frente, con los mensajes que son llevados atrás y adelante por mensajeros en motocicletas. Pronto se dieron cuenta de que necesitaban métodos de comunicación de mayor inmediatez.
Los equipos de radio del período eran demasiado pesados para llevarlos al combate, y las líneas de los teléfonos de campaña pronto se cayeron. En su lugar se usaron a menudo corredores, luces intermitentes y espejos; así como perros, aunque solo ocasionalmente ya que las tropas tendían a adoptarlos como mascotas y se ofrecían voluntarios para ir como corredores en lugar del perro. Hubo también aeronaves (llamadas «patrullas de contacto») que llevaban mensajes entre el cuartel general y el frente, a veces soltándolos sin aterrizar.
La nueva artillería de largo alcance desarrollada justo antes de la guerra tenía que disparar ahora a posiciones que no podía ver. Tácticas típicas fueron golpear las líneas frontales del enemigo y luego detenerse para permitir que la infantería avanzara, con la esperanza de que la línea del enemigo se rompiera —aunque rara vez fuese así—. El bombardeo ascendente y posteriormente el progresivo fueron creados para evitar que el fuego de artillería impactase justo en frente de la infantería «a medida que avanzaba». Siendo imposible comunicarse, el peligro consistía en un movimiento excesivamente rápido del bombardeo —perdiendo la protección— o demasiado lento —deteniendo el avance—.
También hubo medidas contra estas tácticas de artillería: disparando un contra-bombardeo justo detrás de un bombardeo progresivo enemigo, podían acertar a la infantería que lo seguía. Los micrófonos fueron utilizados para triangular la posición de los cañones enemigos y realizar disparos de contra-batería. Los fogonazos de los cañones también podían ser localizados y empleados para tomar como objetivo artillería enemiga.

## Ferrocarriles
Los ferrocarriles fueron de vital importancia. La estrategia alemana era conocida de antemano por los Aliados simplemente por las enormes playas de maniobras en la frontera belga, que no tenían otro propósito que entregar al ejército alemán movilizado a su punto de partida. El plan de movilización alemán era poco más que un gran y detallado calendario ferroviario. Hombres y materiales podían llegar al frente en cantidades sin precedentes gracias a los trenes, pero estos eran vulnerables en el frente mismo. Así, los ejércitos solo podían avanzar según el ritmo al que podían construir o reconstruir una vía; por ejemplo, el avance británico a través del Sinaí. El transporte motorizado solo se utilizó ampliamente en los dos últimos dos años de la Primera Guerra Mundial. Tras llegar a su destino, las tropas recorrían a pie el último kilómetro, siendo las armas y los suministros proporcionados por caballos y ferrocarriles de trinchera.
Los ferrocarriles carecían de la flexibilidad del transporte a motor, lo que influyó en la conducción de la guerra.

## Guerra de desgaste
Todos los países implicados en la guerra emplearon toda la fuerza de la producción en masa industrial para fabricar armas y munición, especialmente proyectiles de artillería. Las mujeres desempeñaron un papel crucial en la retaguardia, trabajando en las fábricas de municiones. Esta movilización completa de los recursos nacionales o «guerra total» significaba que no solo los ejércitos, sino también las economías de los países beligerantes estaban en competición.
Por un tiempo, en 1914-1915, existió la idea de que la guerra podía ganarse mediante un desgaste de matériel; los suministros de proyectiles de artillería enemigos podían ser agotados en un fuego cruzado inútil. Pero la producción aumentó en ambos bandos, resultando en vanas esperanzas. En Gran Bretaña la crisis de los proyectiles de 1915 terminó con el gobierno, y llevó a la construcción de la HM Factory, Gretna, una enorme fábrica de municiones en la frontera anglo-escocesa.
La guerra de desgaste se centró entonces en otro recurso: las vidas humanas. En la Batalla de Verdún en particular, el Jefe de Estado Mayor alemán, Erich Von Falkenhayn, creía que el ejército francés podría ser derrotado si sufría un número suficiente de bajas, a través de repetidos ataques en la ciudad francesa.
Al final, el conflicto terminó mediante una combinación de desgaste (humano y material), avances en el campo de batalla, la llegada de tropas americanas en gran número y el desplome moral y productivo en la retaguardia alemana debido a un efectivo bloqueo naval a sus puertos.

## Guerra aérea

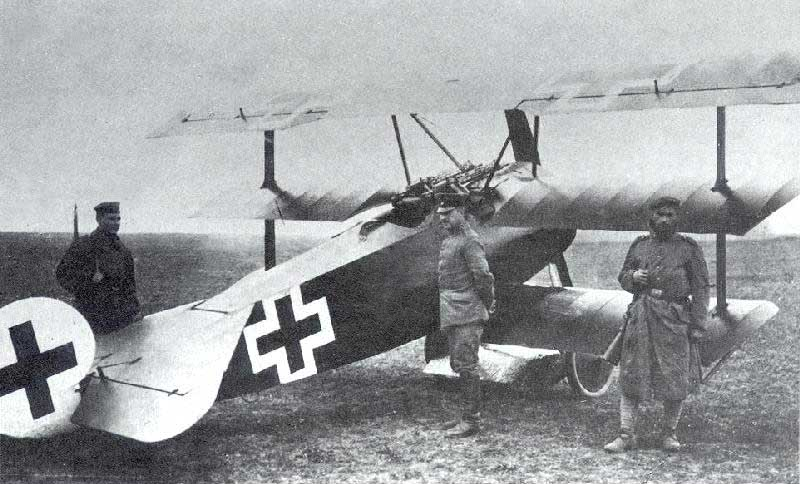
El Fokker Dr.I, avión de Manfred von Richthofen, el Barón Rojo.

La aviación en Primera Guerra Mundial empezó con aeronaves primitivas, utilizadas de forma igualmente primitiva.  El progreso tecnológico fue rápido, lo que llevó a ataques aéreos, bombardeos tácticos, y altamente publicitadas y mortíferas dogfights entre aviones equipados con ametralladoras sincronizadas y disparadas hacia adelante a partir de julio de 1915. Sin embargo, estos usos tuvieron menor impacto en la guerra que los roles más mundanos en la inteligencia, la patrulla marítima y, especialmente, la localización de artillería. La guerra antiaérea también tuvo su comienzo en este conflicto.
Al igual que con la mayoría de tecnologías, las aeronaves y su uso experimentaron muchas mejoras. A medida que la inicial guerra de movimientos en el frente occidental se convirtió en una guerra de trincheras, el reconocimiento aéreo sobre el frente contribuyó a la dificultad de organizar ataques sorpresa contra defensores atrincherados y ocultos.
Los globos de observación tripulados que flotaban en lo alto de las trincheras se usaron como puestos de observación estacionarios, informando sobre las posiciones de las tropas enemigas y dirigiendo el fuego de artillería. Los globos tenían comúnmente una tripulación de dos, cada uno equipado con paracaídas: en un ataque aéreo enemigo sobre el globo (inflamable), la tripulación saltaba por seguridad. Asimismo, los paracaídas eran demasiado pesados como para ser usados por pilotos en aviones, y las versiones más pequeñas no se desarrollarían hasta el final de la guerra. (En el caso británico, surgió la preocupación de que podrían socavar la moral, alentando la cobardía). Reconocidos por su importancia como plataformas de observación, los globos eran objetivos importantes de la aviación enemiga. Para defenderse de los ataques aéreos, estaba fuertemente protegidos por grandes concentraciones de cañones antiaéreos y patrullados por aviación aliada.
Mientras los primeros observadores aéreos estaban desarmados, pronto comenzaron a dispararse entre sí con armas de mano. Comenzó así una carrera armamentística que rápidamente llevó a aviones cada vez más ágiles equipados con ametralladoras. Una innovación clave fue el mecanismo sincronizador, inventado por August Euler, que permitió montar una ametralladora detrás de la hélice para que el piloto pudiese disparar hacia adelante directamente, a lo largo de la trayectoria de vuelo del avión.
A medida que la batalla terrestre se estancaba, con ambas partes incapaces de avanzar incluso unos pocos kilómetros sin una gran batalla y miles de bajas, los aviones se volvieron muy valiosos por su papel en la recopilación de información acerca de las posiciones enemigas. También bombardearon los suministros tras las líneas de trinchera, como se haría posteriormente en el ataque aéreo. Se utilizaron grandes aviones con un piloto y un observador para reconocer las posiciones enemigas y bombardear sus bases de suministros. Estos aviones grandes y lentos se convirtieron en blancos fáciles para los aviones de combate enemigos, quienes a su vez se encontraron con escoltas de combate y espectaculares combates aéreos.
Los bombardeos estratégicos alemanes durante la guerra afectaron a Varsovia, París, Londres y otras ciudades. Alemania poseía la mayor flota de zeppelines, y usó estas aeronaves para efectuar bombardeos ocasionales sobre objetivos militares con gran efecto. Posteriormente, introdujeron bombarderos estratégicos de largo alcance. El daño seguía siendo menor, pero obligaron a las fuerzas aéreas británicas a mantener escuadrones de combatientes en Inglaterra para defenderse de los ataques aéreos, privando a la Fuerza Expedicionaria Británica de aeronaves, equipo y personal; todo ello muy necesario en el frente occidental.
Los Aliados hicieron un esfuerzo mucho menor en bombardear las Potencias Centrales.

## Movilidad

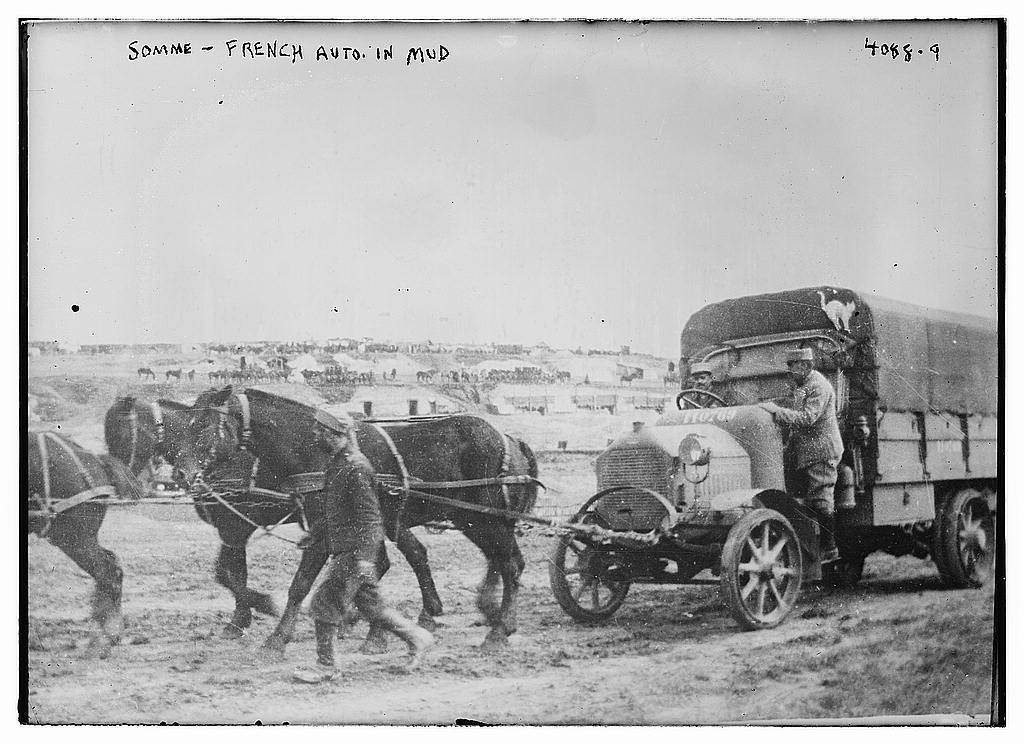
Los camiones rara vez obtuvieron buenos resultados

Entre finales de 1914 y comienzos de 1918, el Frente Occidental apenas se había movido. El inicio del fin para Alemania fue causado (paradójicamente) por un gran avance alemán. En 1917, cuando Rusia firmó el tratado de paz tras la Revolución de Octubre, Alemania fue capaz de movilizar muchas tropas para el Frente Occidental y emprender la Operación Michael. Utilizando las nuevas tácticas de soldados de asalto (Sturmtruppen) diseñadas por Oskar von Hutier, los alemanes avanzaron varias decenas de kilómetros entre marzo y julio de 1918 (Kaiserschlacht). Estas ofensivas probaron que las ametralladoras, el alambre de espino y las trincheras no eran el único obstáculo para la guerra de movimientos.
En la Batalla de Amiens de agosto de 1918, las fuerzas de la Triple Entente comenzaron un contraataque que se llamaría la «Ofensiva de los Cien Días». Las divisiones australianas (cinco) y canadienses (cuatro) que encabezaron el ataque lograron avanzar trece kilómetros solo en el primer día. Estas batallas marcaron el final de la guerra de trincheras en el Frente Occidental y una vuelta a la guerra móvil. El tipo de unidad que empezó a emerger ahora combinaba infantería ciclista y ametralladoras montadas en sidecares. Estas unidades de ametralladora motorizadas habían surgido en 1915 y fueron más activos en Oriente Medio. El escudo móvil (mobile personnel shield) fue intento menos exitoso de restaurar la movilidad.
La Línea Hindenburg cayó ante los Aliados, que cruzaron el Canal du Nord. En Berlín, al káiser Guillermo II le comunicaron que Alemania había perdido, y debía rendirse.[cita requerida] Los avances continuaron pero la situación política dentro de Alemania la compelió a firmar un armisticio el 11 de noviembre de 1918.
La guerra había terminado, pero comenzaba a surgir una nueva forma de combate basada en la movilidad; sería perfeccionada por los alemanes, y desplegada en 1939 como la Blitzkrieg ('guerra relámpago'), incorporando todo aprendido desde 1918.

### Tanques

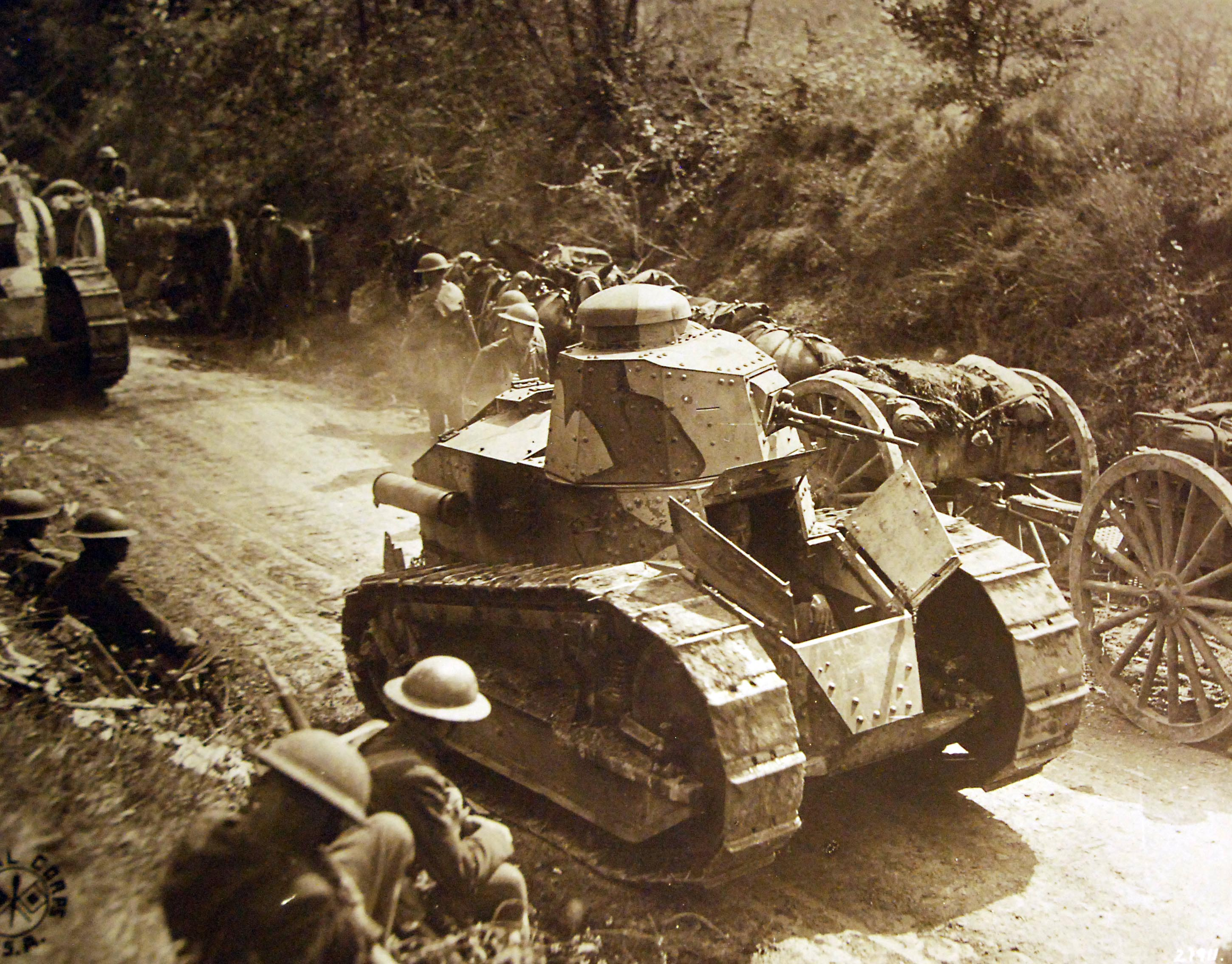
Renault FT bajo mando estadounidense en Juvigny, Francia.

Aunque el concepto de tanque había sido sugerido ya en la década de 1890, las autoridades mostraron poco más que un ligero interés en él hasta que el estancamiento en las trincheras de la Primera Guerra Mundial obligó a una reconsideración. A comienzos de 1915, la Royal Navy y los industriales franceses empezaron a desarrollar los tanques.[cita requerida]
El diseño de un tanque básico combinaba distintos avances tecnológicos existentes. Estaba compuesto por un blindaje, lo suficientemente grueso como para ser a prueba de cualquier unidad de infantería estándar; un tractor oruga (inventado en 1770 y perfeccionado a comienzos de siglo), para posibilitar su movilidad sobre el campo de batalla, dañado por los proyectiles); el motor de combustión interna a gasolina de cuatro tiempos (mejorado en la década de 1870); y gran potencia de fuego, proporcionada por las mismas ametralladoras que recientemente se habían convertido en un elemento dominante, o incluso armas de artillería ligera.
En Gran Bretaña se formó un comité (landships comittee) para crear un modelo de tanque práctico. Sus primeros diseños consistieron en grandes vehículos de forma romboidal, que permitieran cruzar las trincheras de casi dos metros y medio; comenzando por el Mark I, cuyas versiones «macho» estaban equipadas con cañones navales ligeros como el Hotchkiss QF de 6 libras.
En Francia varias empresas fabricantes de armamento en competición propusieron diseños radicalmente diferentes. Prevalecieron los tanques pequeños, apareciendo el Renault FT, en parte por permitir aprovechar los motores y técnicas de manufactura empleadas en los tractores comerciales y los automóviles.
A pesar de que su aparición inicial en el campo de batalla en 1917 aterrorizó a los alemanes, estos compromisos proporcionaron más oportunidades que los éxitos en combate.[cita requerida] Los primeros tanques eran pocos fiables, averiándose frecuentemente. Los alemanes aprendieron que eran vulnerables a los impactos directos de la artillería de campaña y los morteros pesados, ampliaron sus trincheras y otros obstáculos empleados para detenerlos, y rápidamente desarrollaron fusiles antitanque especiales. También Gran Bretaña y Francia se encontraron con que eran necesarias nuevas tácticas y entrenamiento para hacer efectivo el uso de sus tanques, tales como mayores formaciones coordinadas de tanques y apoyo de infantería cercano. Una vez pudieron ser organizados por centenares, como en el asalto inicial de la batalla de Cambrai (noviembre de 1917), empezaron a tener un impacto notable.
Durante el resto de la guerra los nuevos diseños a menudo revelaban defectos al entrar en combate, debiendo ser arreglados en modelos posteriores, con la fiabilidad como el principal. En la batalla de Amiens (agosto de 1918), una gran contraofensiva de la Entente al final de la guerra, las fuerzas británicas desplegaron 534 tanques; tras varios días sólo unos pocos seguían en servicio, con mayor número de averiados por fallos mecánicos que por fuego enemigo.
Alemania utilizó muchos tanques enemigos capturados y fabricó unos pocos al final de la guerra.
En el último año, pese a aumentar rápidamente la producción (especialmente Francia) y mejorar los diseños, el tanque no tuvo más que un impacto modesto en el desarrollo general de la guerra. El Plan 1919inglés contemplaba el uso futuro de enormes formaciones de tanques combinadas con aviación de ataque a tierra en grandes ofensivas.
Incluso sin lograr los decisivos resultados esperados durante el conflicto, habían comenzado la tecnología de los carros de combate y la guerra acorazada, las cuales serían sofisticadas constantemente en los años siguientes. Para 1939, el tanque se convertiría en un arma terrible, decisiva a la hora de proporcionar movilidad en los combates terrestres.

## Guerra marítima
Durante los años previos a la guerra se utilizaron las técnicas metalúrgicas y mecánicas mejoradas para producir barcos más grandes con cañones más potentes y, en respuesta, mayor blindaje. La botadura del HMS Dreadnought (1906) revolucionó la construcción de los barcos de guerra, ocasionando la obsolescencia de numerosas naves antes de ser completadas. Las ambiciones de ingleses y alemanes llevaron a una carrera naval armamentística anglo-alemana en que la Kaiserliche Marine pasó de ser un pequeño grupo, inferior a 20 000 unidades (1907), a superar las 30 000 (1916), convirtiéndose en la flota más moderna del mundo y la segunda más poderosa, por detrás de la británica. Sin embargo, incluso esta marina de alta tecnología entró en la guerra compuesta por barcos nuevos y otros antiguos.
La ventaja estaba en la artillería de larga distancia y las batallas navales tuvieron lugar a distancias mucho mayores. La batalla de Jutlandia (1916) demostró la excelencia de los barcos alemanes y su tripulación, pero también el insuficiente tamaño de la Hochseeflotte para desafiar abiertamente el bloqueo británico de Alemania. Ésta fue la única batalla naval a gran escala de la guerra.
Poseedor de la mayor flota de superficie, el Reino Unido intentó aprovechar su ventaja. Sus barcos bloquearon los puertos alemanes, persiguieron a las naves alemanas y austrohúngaras allá donde fueran y apoyaron acciones contra las colonias alemanas. La flota de superficie del Imperio alemán fue mayormente retenida en el mar del Norte, situación que le obligó a dirigir sus recursos hacia una nueva forma de poder naval: los submarinos.
Las minas marinas fueron desplegadas por cientos de miles, o incluso en mayor número que en guerras anteriores, siendo las más numerosas las de contacto amarradas;[cita requerida] los submarinos probaron ser sorprendentemente efectivos para superarlas. Semejantes a las de finales del siglo xix, fueron mejoradas para explotar menos a menudo mientras estaban colocadas. Los Aliados produjeron suficientes minas como para construir la barrera de minas del mar del Norte (junio de 1918) y ayudar en el embotellamiento a los alemanes, pero demasiado tarde como para marcar la diferencia.

### Submarinos

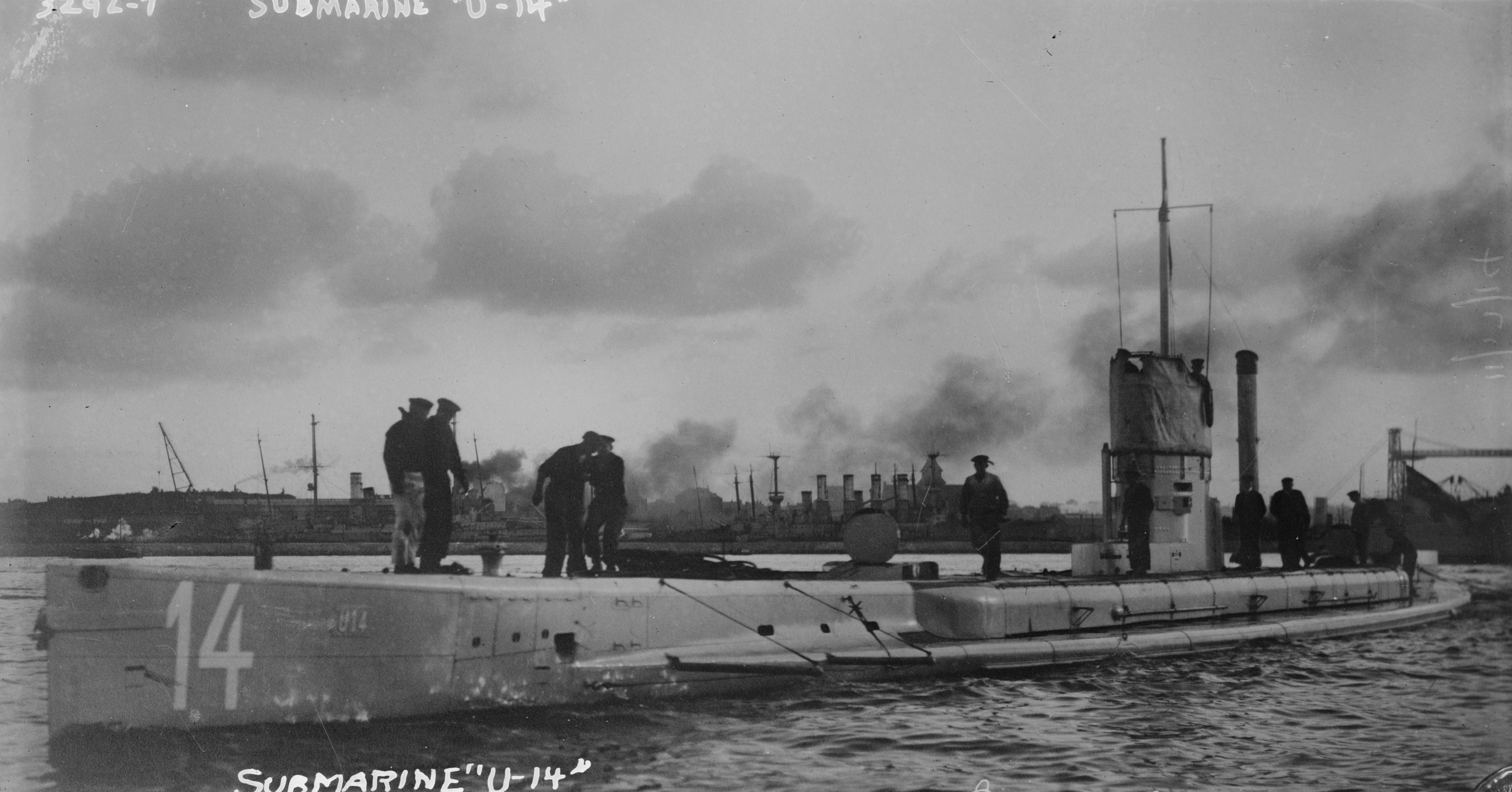
Submarino alemán SM U-14 (c. 1910-1915).

La Gran Guerra fue el primer conflicto en el que los submarinos actuaron como una arma bélica seria. Durante los años anteriores había sido introducido un sistema de propulsión a diésel en superficie y a batería en inmersión relativamente sofisticado. Su armamento también había sido mejorado similarmente, pero pocos estaban en servicio. Alemania ya había aumentado la producción, y rápidamente creó su flota de U-Boot, tanto para atacar los barcos de guerra británicos como para un contrabloqueo de las islas británicas. Los números totales rondaron los 360 submarinos.[cita requerida] La campaña de los U-Boote resultante destruyó más barcos de guerra enemigos que la Hochseeflotte,[cita requerida] dificultando la red de suministros británica como la flota de superficie más cara del mundo no había hecho.
El Reino Unido dependió en gran medida de las importaciones para alimentar a su población y abastecer su industria de guerra; la marina alemana confió en poder bloquear y vencer por el hambre utilizando los U-Boote para atacar sus barcos mercantes. El Kapitänleutnant ('teniente comandante') Otto Weddigen destacó del segundo ataque submarino de la guerra, el 22 de septiembre de 1914:

Cuánto temieron nuestros submarinos y qué grande fue la agitación causada por el buen U-9 es mostrado por los informes ingleses, que una flotilla entera de submarinos alemanes había atacado los cruceros y que esta flotilla se había aproximado bajo cobertura de la bandera de Holanda. Estos informes eran absolutamente falsos. El U-9 era el único submarino en puerto, y ondeaba la bandera que todavía ondea: la bandera naval alemana.[cita requerida]

Los submarinos pronto fueron asimismo perseguidos por cazasubmarinos y otros barcos de guerra pequeño con armas antisubmarinas rápidamente improvisadas. Como no podían imponer un bloqueo efectivo mientras actuaran bajo las restricciones del derecho de captura y el derecho del mar internacional, los alemanes iniciaron una guerra submarina indiscriminada, la cual les costó la simpatía pública en los países neutrales y fue uno de los factores que precipitaron la entrada de los Estados Unidos en el conflicto.
Esta lucha entre los submarinos alemanes y las medidas británicas en reacción fueron conocidas como la «primera batalla del Atlántico». El aumento en número y efectividad de los U-Boote obligó a los británicos a buscar nuevas formas de proteger su marina mercante. Los «Q-boats», buques de ataque disfrazados como barcos civiles, fueron una de las primeras estrategias. El agrupamiento en convoyes protegidos por uno o más buques armados de la marina sería adoptado posteriormente. Al principio hubo un gran debate sobre esta cuestión, temiendo que podría proveer a los submarinos con gran cantidad de objetivos. Gracias al desarrollo de dispositivos sonar activos y pasivos, apoyados por armas antisubmarinas cada vez más destructivas, el sistema de convoyes redujo los daños británicos a una pequeña porción respecto a niveles anteriores.[cita requerida]
Los submarinos tipo Holland 602 y otros modelos aliados eran más escasos, siendo innecesarios para el bloqueo de Alemania.

## Armas ligeras

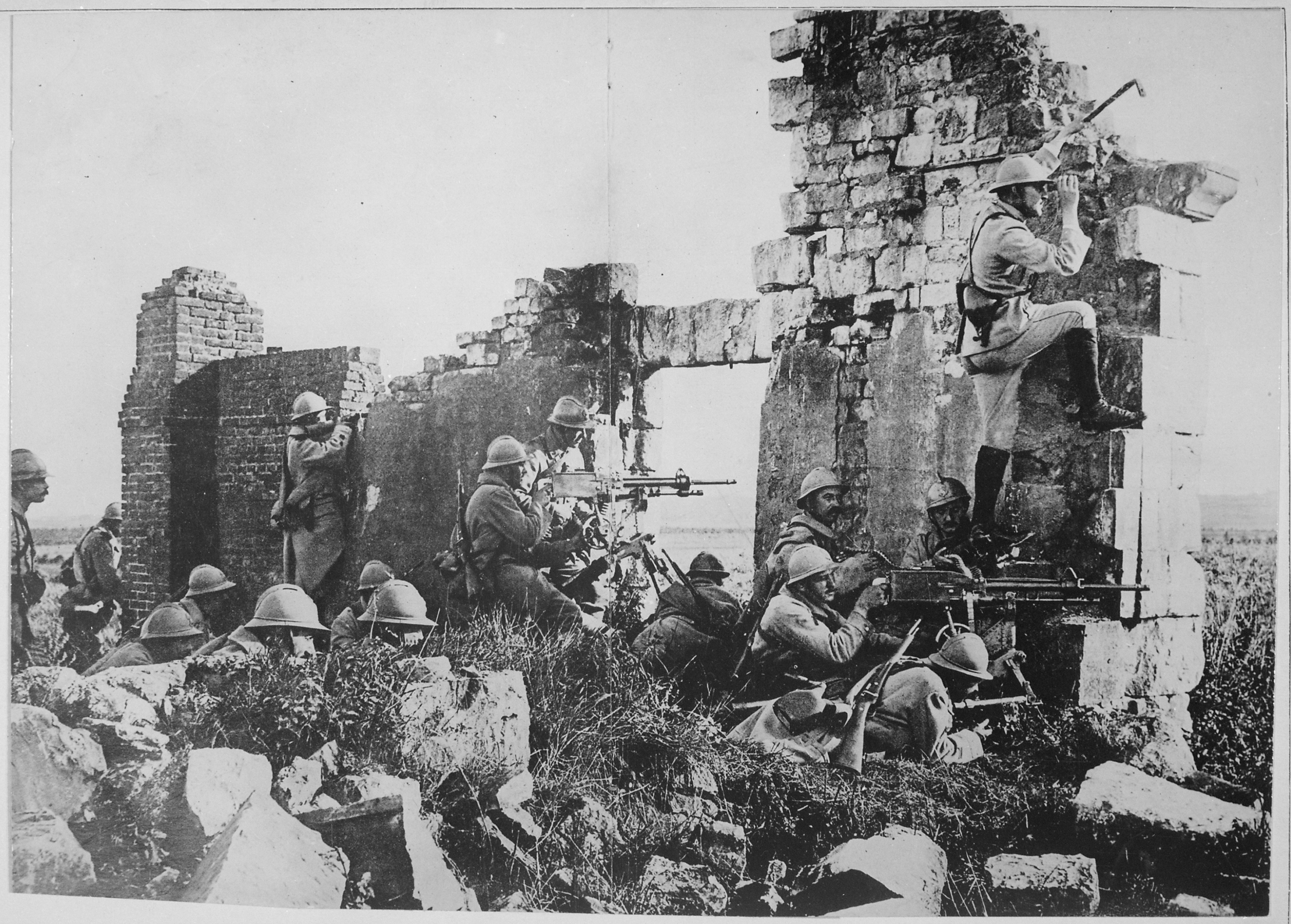
Soldados franceses, bajo el mando del general Henri Gouraud, apostados con sus ametralladoras en las ruinas de una catedral, cerca del Marne (1918).

Las armas de infantería de las grandes potencias eran principalmente fusiles de cerrojo, capaces de disparar diez o más veces por minuto. Los soldados alemanes llevaban Mauser 98 con cartuchos de 7,92x57 mm; mientras que los británicos portaban el SMLE. Los fusiles con mira telescópica fueron usados por los francotiradores, primeramente los alemanes.
Las ametralladoras también fueron utilizadas por las grandes potencias; ambos bandos emplearon la inglesa Maxim, una arma completamente automática alimentada mediante cinta, capaz de un uso sostenido a largo plazo gracias al suministro continuado de munición y agua para refrigeración; y su equivalente francesa, la Hotchkiss M1914. Su uso defensivo, combinado con obstáculos de alambre de espinos, convirtió el campo de batalla móvil en uno estático. Si bien fue útil en la guerra de trincheras, no podía ser movida fácilmente a través del terreno, por lo que los soldados tuvieron que enfrentarse a las ametralladoras enemigas sin hacer uso de las suyas.
Antes de la guerra el ejército francés estudió la posibilidad de una ametralladora ligera, pero no había logrado fabricar ninguna. Al comienzo de las hostilidades rápidamente convirtieron un prototipo existente en la Chauchat M1915. Aparte del uso por sus fabricantes, las primeras unidades estadounidenses llegadas a Francia la utilizaron entre 1917 y 1918. Producida en masa precipitadamente y bajo las exigencias de los tiempos de guerra, desarrolló una reputación de poco fiable.
Viendo el potencial de tal arma, el Reino Unido adoptó la estadounidense Lewis de cartuchos .303 British. Ésta fue la primera ametralladora ligera que podía ser utilizada, en teoría, por un solo hombre, pero en la práctica los voluminosos cartuchos requerían una sección de hombres al completo para mantener el arma en funcionamiento. La Lewis también fue utilizada para disparar fuego en movimiento, como fue el caso del Cuerpo Australiano durante la batalla de Hamel (julio de 1918). Con el mismo propósito los alemanes desarrollaron la pesada MG 08, con 22 kg contando el agua de refrigeración y el cargador de cien rondas. En 1918, el Ejército estadounidense introdujo el BAR M1918, un «fusil automático» que (al igual que el Chauchat) fue diseñado para su uso en el fuego en movimiento. La idea era se empleado bajo condiciones de rango de tiro limitado y escasa visibilidad, tales como avanzando a través de bosques.
Las primeras metralletas o subfusiles, como el MP-18/1, fueron utilizadas muy al final de la guerra.

### Granadas

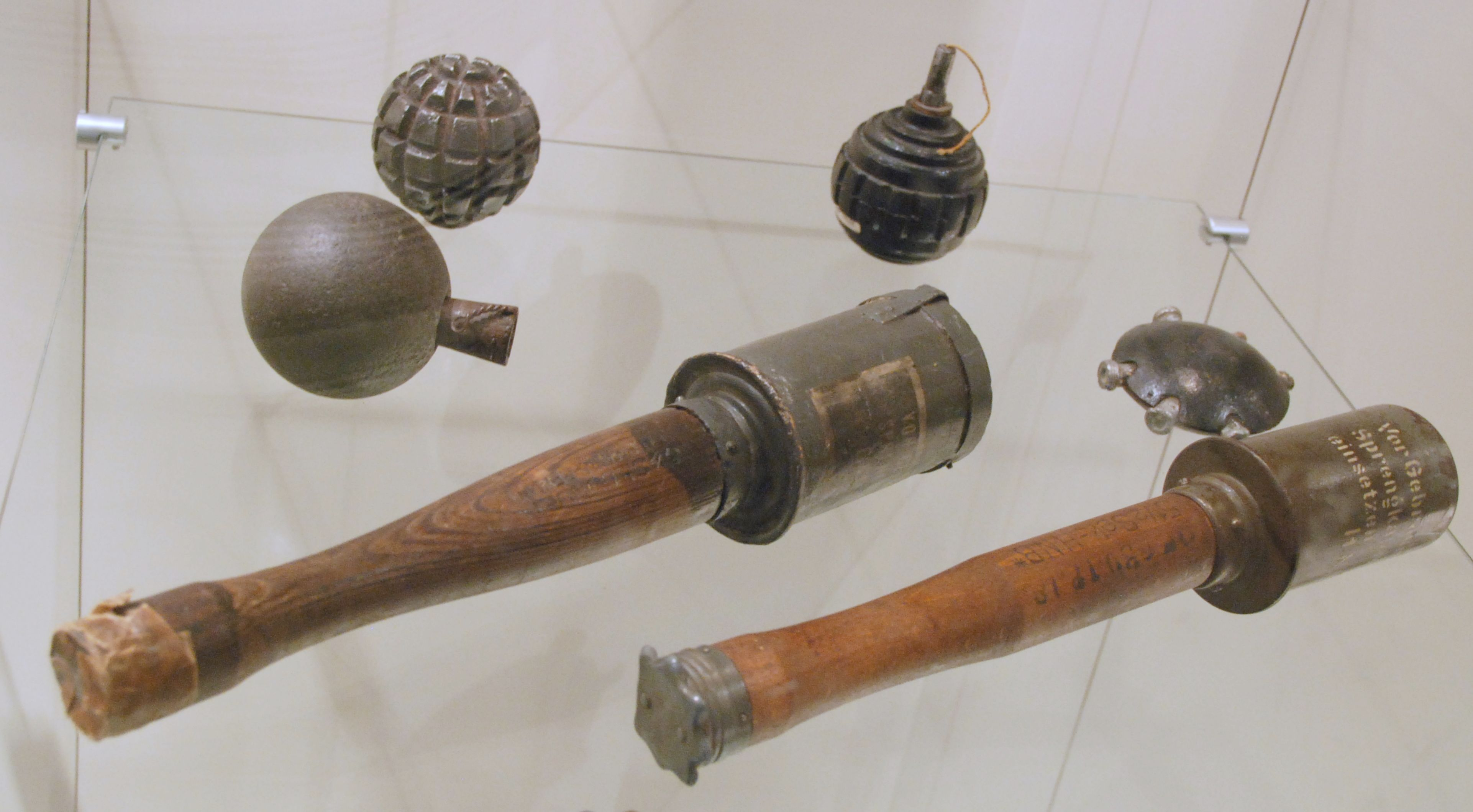
Granadas alemanas de la batalla de Verdún expuestas en el Memorial de Verdún, Fleury-devant-Douaumont (Francia).

Las granadas resultaron ser armas efectivas en las trincheras. Cuando la guerra empezó eran escasas y de mala calidad. Las granadas de mano fueron utilizadas y mejoradas durante el conflicto. Las espoletas de contacto pasaron a ser menos comunes, reemplazadas por las de tiempo.

Los británicos entraron en la guerra con la «granada No. 1», con detonante por impacto de mango largo. Para superar parte de sus defectos fue substituida por la «granada bola No. 15». Australia desarrolló una granada de mano improvisada para uso de los ANZAC denominada «jam tins» ('latas de mermelada'), de doble cilindro, consistentes en una lata rellenada con dinamita o algodón pólvora, embalada con chatarra o piedras. Para encenderlas, en la parte superior de la lata había una mecha lenta Bickford conectando el detonador, accionable por el usuario u otra persona. La bomba Mills (No. 5) fue introducida en 1915, sirviendo al Ejército británico en su forma básica hasta los años 70. Su sistema de fusión mejorado se basaba en la retirada de una clavija mientras se presionaba una palanca en el lateral de la granada. Cuando era lanzada la palanca de seguridad se retiraría automáticamente, encendiendo la mecha en el interior que ardería hasta detonar la granada. Los franceses utilizarían la granada defensiva F1.

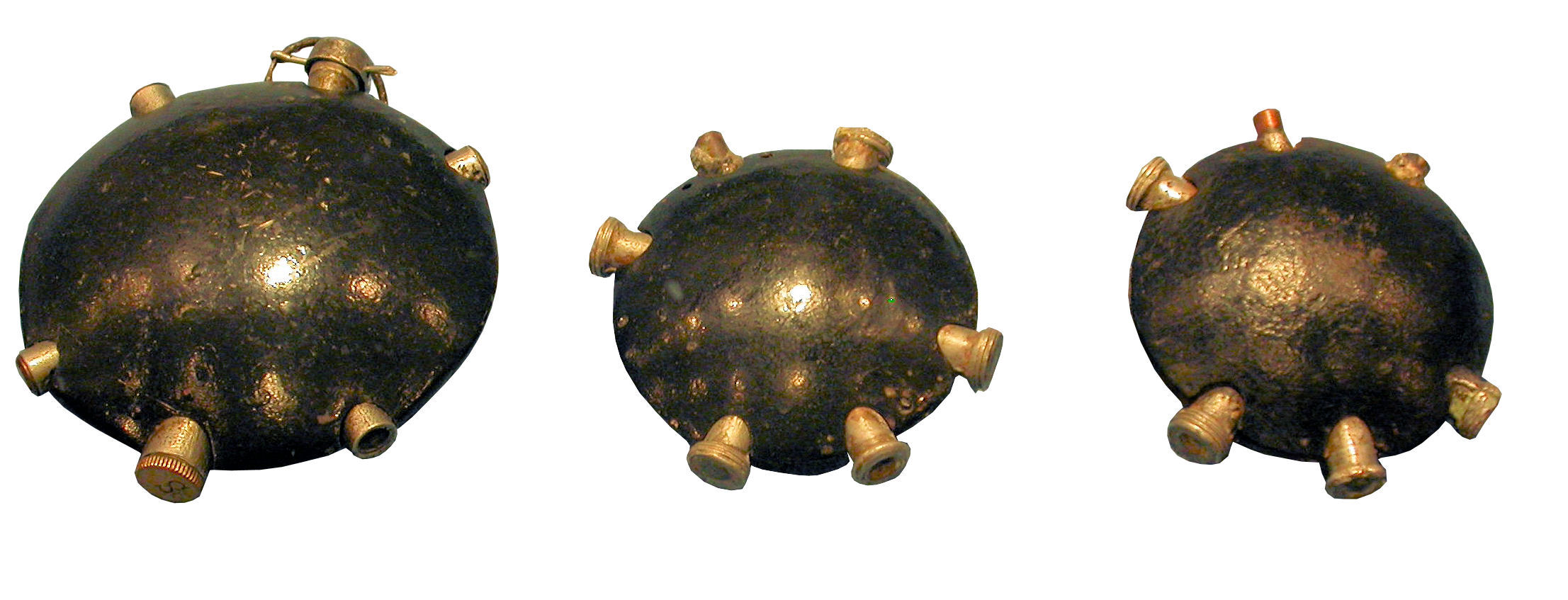
Las granadas de disco alemanas con múltiples espoletas de impacto resultaron inadecuadas. Este modelo recibía el nombre de «tortuga» (1914).

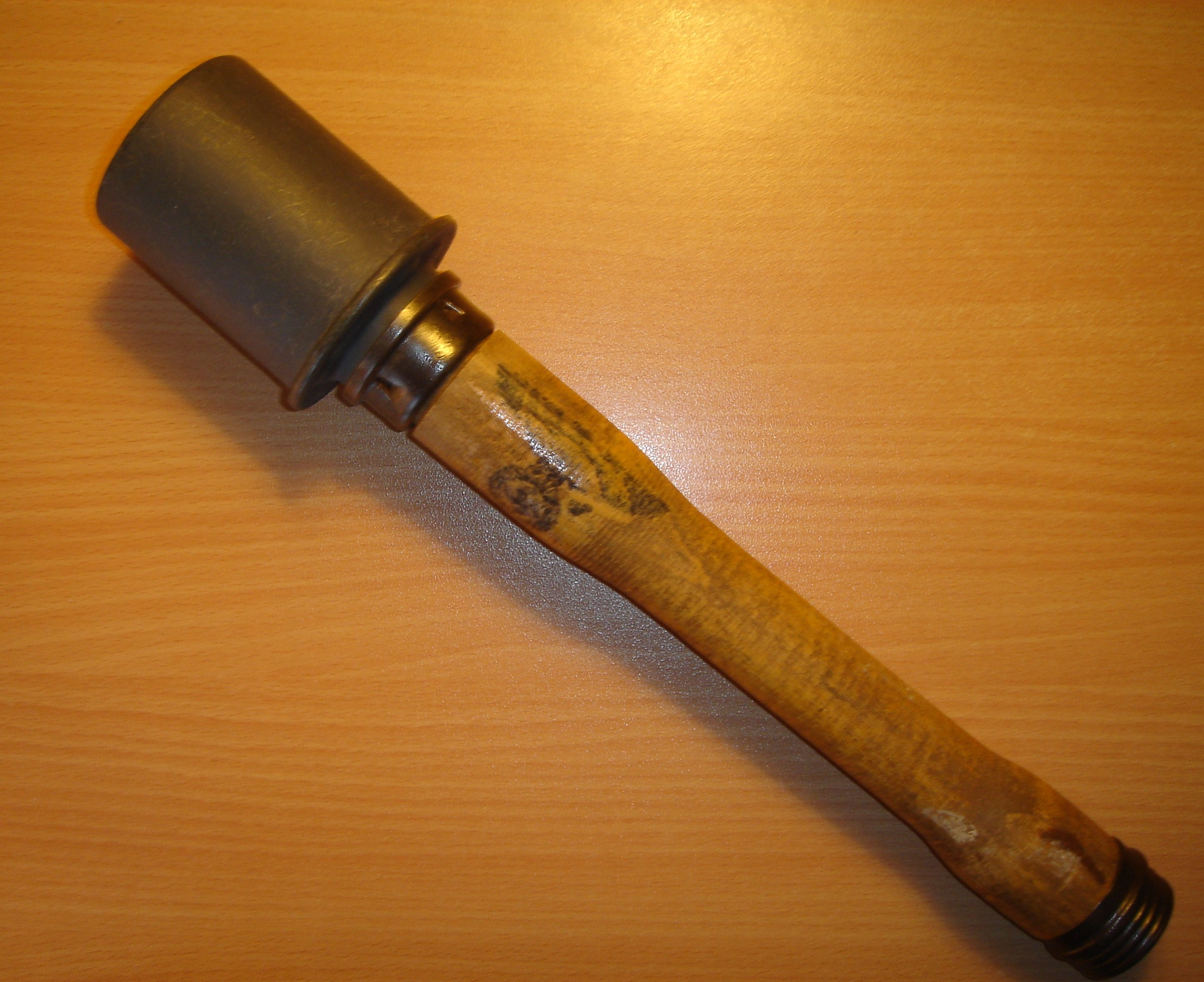
Granada alemana Stielhandgranate o Modelo 24.

Las principales granadas usadas inicialmente por los alemanes fueron las de disco o «concha de ostra», de detonación por impacto, y la Kugelhandgranate ('granada bola de mano') o Mod. 1913, de pólvora negra y con una mecha de encendido por fricción. En 1915, Alemania desarrolló la mucho más efectiva Stielhandgranate ('granada de mango'), apodada «aplastador de patatas» por su forma, cuyas variantes permanecieron en uso por décadas; empleaba un sistema de mecha similar al de la bomba Mills.
Las granadas de mano no fueron el único intento de crear proyectiles explosivos para la infantería. La granada de fusil fue llevada a las trincheras para atacar al enemigo desde mayor distancia; el modelo Hales apenas había captado la atención del Ejército británico antes de haber empezado la guerra, pero los alemanes, durante el transcurso del conflicto, se interesaron notablemente por él. Las bajas ocasionadas a la Triple Entente impulsaron la búsqueda británica de una nueva defensa.
El mortero Stokes, un mortero de trinchera ligera y fácilmente transportable, de cañón corto y capaz de disparar fuego indirecto, fue desarrollado con rapidez e imitado ampliamente. Los lanzadores de bombas mecánicos de menor rango fueron usados de manera similar para disparar sobre el enemigo desde una distancia segura dentro de las trincheras.
Otra arma fue la Sauterelle, una ballesta lanzagranadas empleada antes que el Stokes por las tropas francesas y británicas.

## Lanzallamas

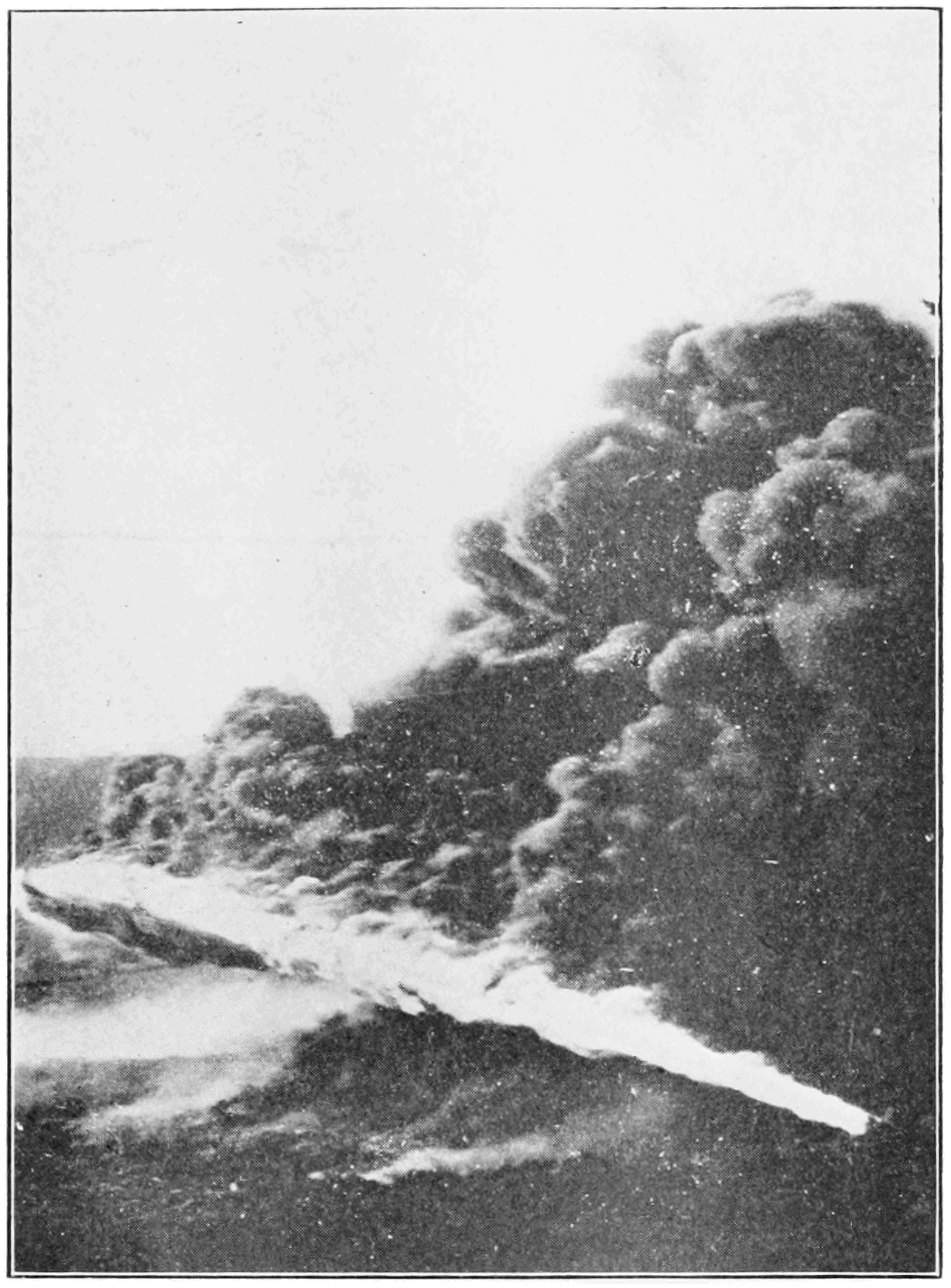
Lanzallamas utilizado por los alemanes para repeler ataques, en la fuente conocido como «liquid fire» ('fuego líquido') (c. 1915).

El Ejército imperial alemán desplegó unidades de lanzallamas (Flammenwerfer) en el Frente Occidental intentando hacer salir a los soldados franceses o británicos de sus trincheras. Introducido en 1915, fue utilizado con enorme efectividad durante la ofensiva sobre Hooge (Ypres) el 30 de julio.
Los alemanes tenían dos tipos de lanzallamas principalmente: el Kleinflammenwerfer, manejable por una sola persona; y el Großflammenwerfer, de mayor tamaño y utilizado en grupo, llevando un soldado el tanque de combustible mientras otro apuntaba la boquilla. Ambos modelos eran de uso limitado, pues su corto rango dejaba a sus operadores expuestos a los disparos de armas ligeras.